# Portula
Portula (Pòrtola in piemontese) è un comune italiano di 1 090 abitanti della provincia di Biella in Piemonte.

## Geografia fisica

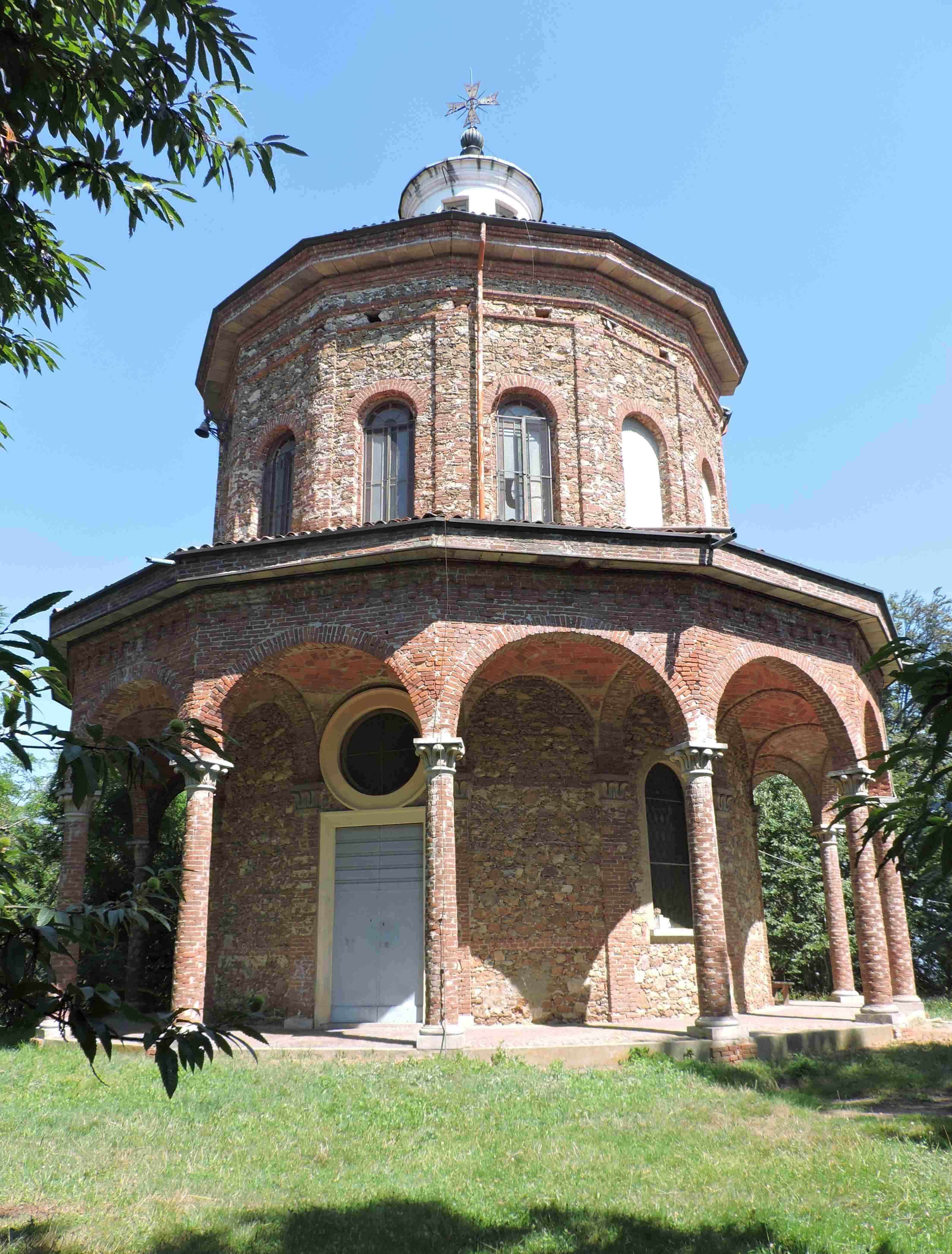
Santuario del Rossiglione

Il territorio comunale di Portula si sviluppa da nord-ovest a sud-est all'interno della Alpi Biellesi. La parte più densamente abitata è quella meridionale, dominata dal poggio sul quale sorge il santuario del Rossiglione e, dove oltre al capoluogo, si trovano numerose frazioni (Solivo, Galfione, Castagnea, Gila). Le frazioni Granero e Masseranga sono collocate in sinistra idrografica del torrente Sessera. La parte più tipicamente montana del comune è quella settentrionale, che si spinge verso l'alta Valsessera e culmina con le cime Foggia (1538 m), Bondala Mora (1700 m) e della Bondala (1777 m).

## Origini del nome
Il nome "Portula" deriva dalla parola "porta", che indica il punto di passaggio tra due valli, la Valsessera ed il Triverese, come è possibile notare anche dallo stemma che raffigura infatti una porta.

## Storia

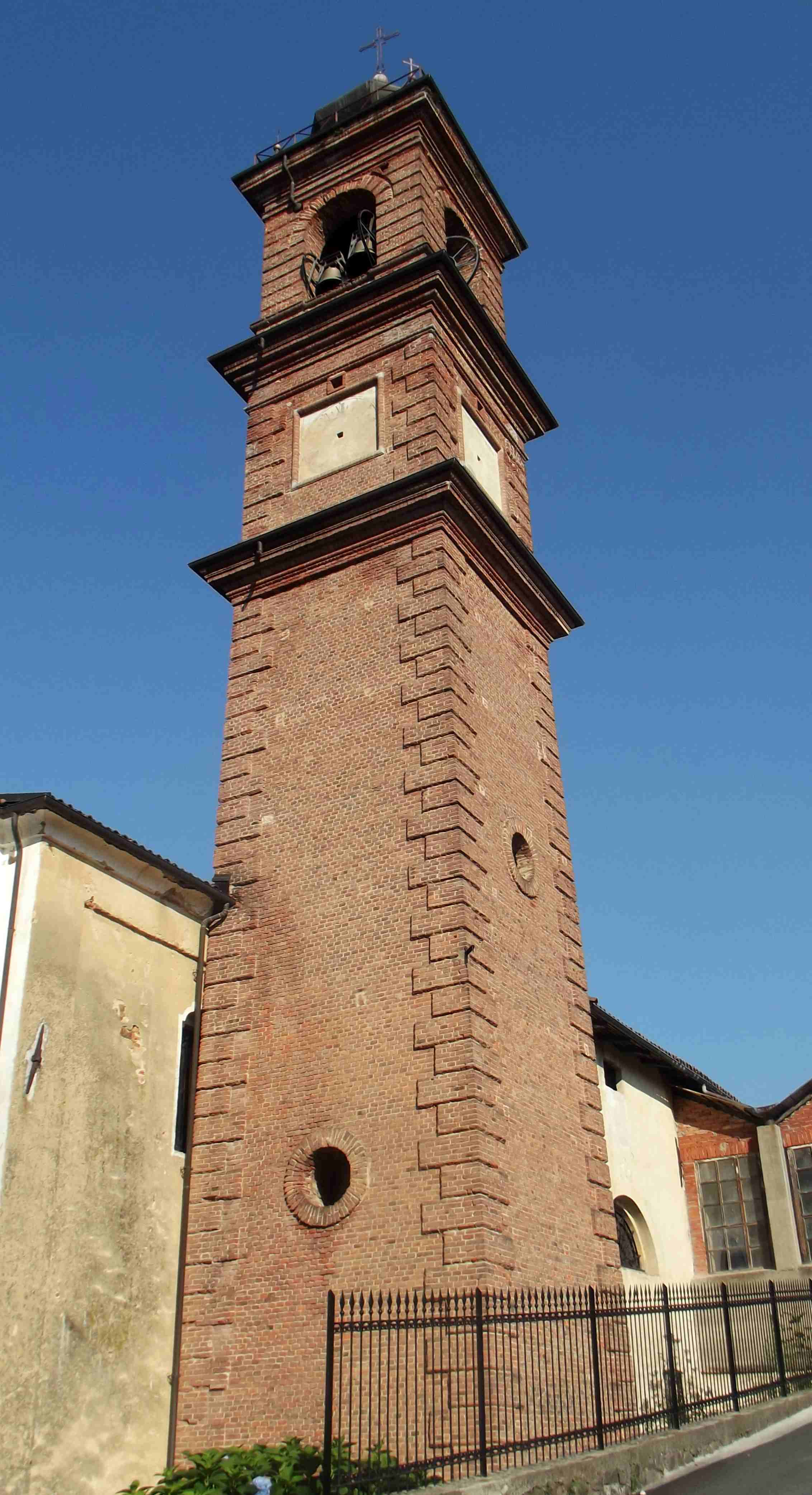
Il campanile

Epoca di fondazione: il comune di Portula risale al XVII secolo d.C. e più precisamente è stato fondato il 24 ottobre 1627, come testimonia il trattato di fondazione firmato dal principe Carlo Emanuele di Savoia, mentre la parrocchia è stata fondata un anno più tardi (10 ottobre 1628).

### Simboli
Lo stemma del comune di Portula è stato concesso con decreto del presidente della Repubblica del 19 settembre 1995.

## Monumenti e luoghi d'interesse
- Muro di Santa Cecilia
- Opere dei bimbi
- Santuario del monte Rossiglione
- Santuario della Novareia
- Chiesa di Portula Matrice
- Chiesa di frazione Castagnea

All'interno della Chiesa di Portula Matrice è possibile ammirare due antichi organi, una balaustra in marmo del 1779, numerosi affreschi e varie statue in legno risalenti al '700. L'attuale campanile fu costruito nel 1895.

## Società

### Evoluzione demografica
Negli ultimi cinquanta anni, a partire dal 1971, la popolazione residente è dimezzata.
Abitanti censiti

## Amministrazione

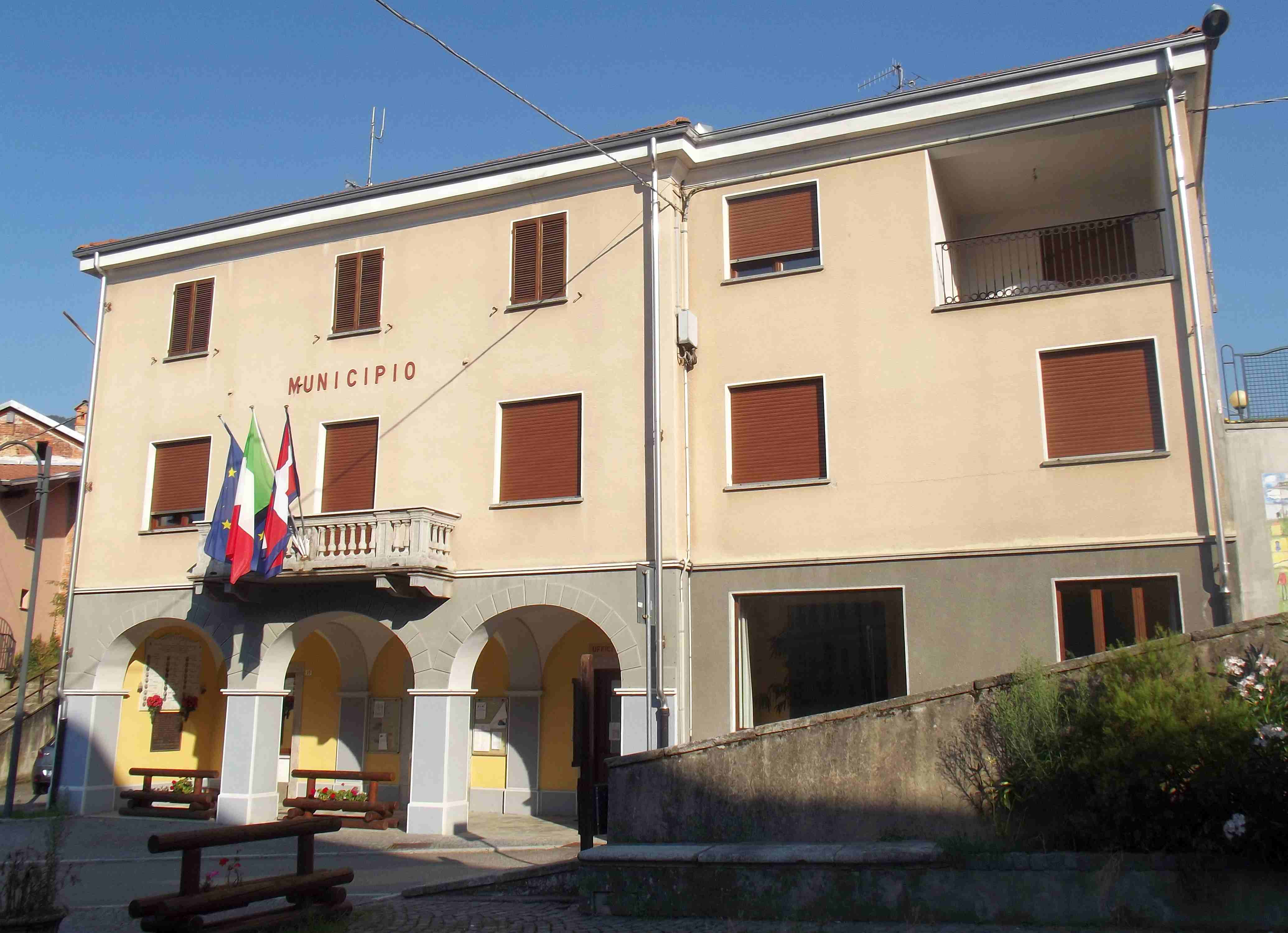
Il municipio

| Periodo | Periodo   | Primo cittadino     | Partito                      | Carica  | Note       |
| ------- | --------- | ------------------- | ---------------------------- | ------- | ---------- |
| 2004    | 2009      | Vanni Schirato      | lista civica                 | Sindaco |            |
| 2009    | 2014      | Vanni Schirato      | lista civica Portula riparte | Sindaco | II mandato |
| 2014    | in carica | Fabrizio Calcia Ros | lista civica Portula riparte | Sindaco |            |

### Altre informazioni amministrative
Il comune ha fatto parte della Comunità montana Val Sessera, Valle di Mosso e Prealpi Biellesi, mentre fino al 2010 apparteneva alla Comunità montana Valle Sessera, abolita in seguito all'accorpamento disposto dalla Regione Piemonte nel 2009.